# Фабрис Жане
Фабрис Жане (фр. Fabrice Jeannet; Фор де Франс, Мартиник, 20. октобар 1980) је француски мачевалац који се такмичи у борбама мачем. Његов брат Жером је такође познати мачевалац.
Освојио је три медаље на Олимпијским играма, од којих су две биле златне. На светским првенствима је освојио укупно девет медаља, од тога је пет било златних.